# National Highway 91
National Highway 91 (NH 91) ist eine Hauptfernstraße im Bundesstaat Uttar Pradesh im Norden des Staates Indien mit einer Länge von 405 Kilometern. Sie beginnt in Ghaziabad am NH 58 und führt über Aligarh nach Kanpur an den NH 2.